# Pałac w Goworowie
Pałac w Goworowie – zabytkowy pałac wzniesiony w 1785 roku przez Josefa Christopha Ludwiga, przebudowany w 1891 roku. Od 1989 roku jest w rękach prywatnych, właściciel prowadzi w nim agroturystykę. 

## Położenie
Pałac leży w centralnej części wsi Goworów, położonej w Polsce, w województwie dolnośląskim, w powiecie kłodzkim, w gminie Międzylesie.

## Historia
Pałac został wzniesiony w 1785 roku przez Josefa Christopha Ludwiga, ówczesnego właściciela majątku w Goworowie. Obiekt został przebudowany po pożarze w 1891 roku. W dziewiętnastym stuleciu właściciele majątku często się zmieniali, w 1905 roku został przejęty przez rodzinę Althannów z Międzylesia. W 1929 roku zabudowania nabyło państwo niemieckie i urządzono w nich sanatorium dla funkcjonariuszy policji. Po 1945 roku w pałacu mieścił się dom leczniczo-wypoczynkowy Związku Nauczycielstwa Polskiego, a następnie prewentorium dziecięce. W 1989 roku budynek kupił prywatny inwestor, który po przeprowadzeniu remontu rozpoczął w nim działalność agroturystyczną. 

## Architektura
Pałac to skromna barokowo-klasycystyczna budowla o dwóch kondygnacjach, wzniesiona na planie prostokąta i nakryta dachem mansardowym. Fasada jest ośmioosiowa, z głównym wejściem ozdobionym kamiennym portalem z kartuszem z inicjałami pierwszego właściciela budynku. Elewacje pałacu są uproszczone i z wyjątkiem portalu pozbawione są stylowych detali architektonicznych.

Obok budynku znajduje się piętrowa oficyna i okazałe zabudowania gospodarcze, rozlokowane wokół prostokątnego dziedzińca. Od południowego zachodu do pałacu przylega park o powierzchni około 5 ha. 

## Galeria

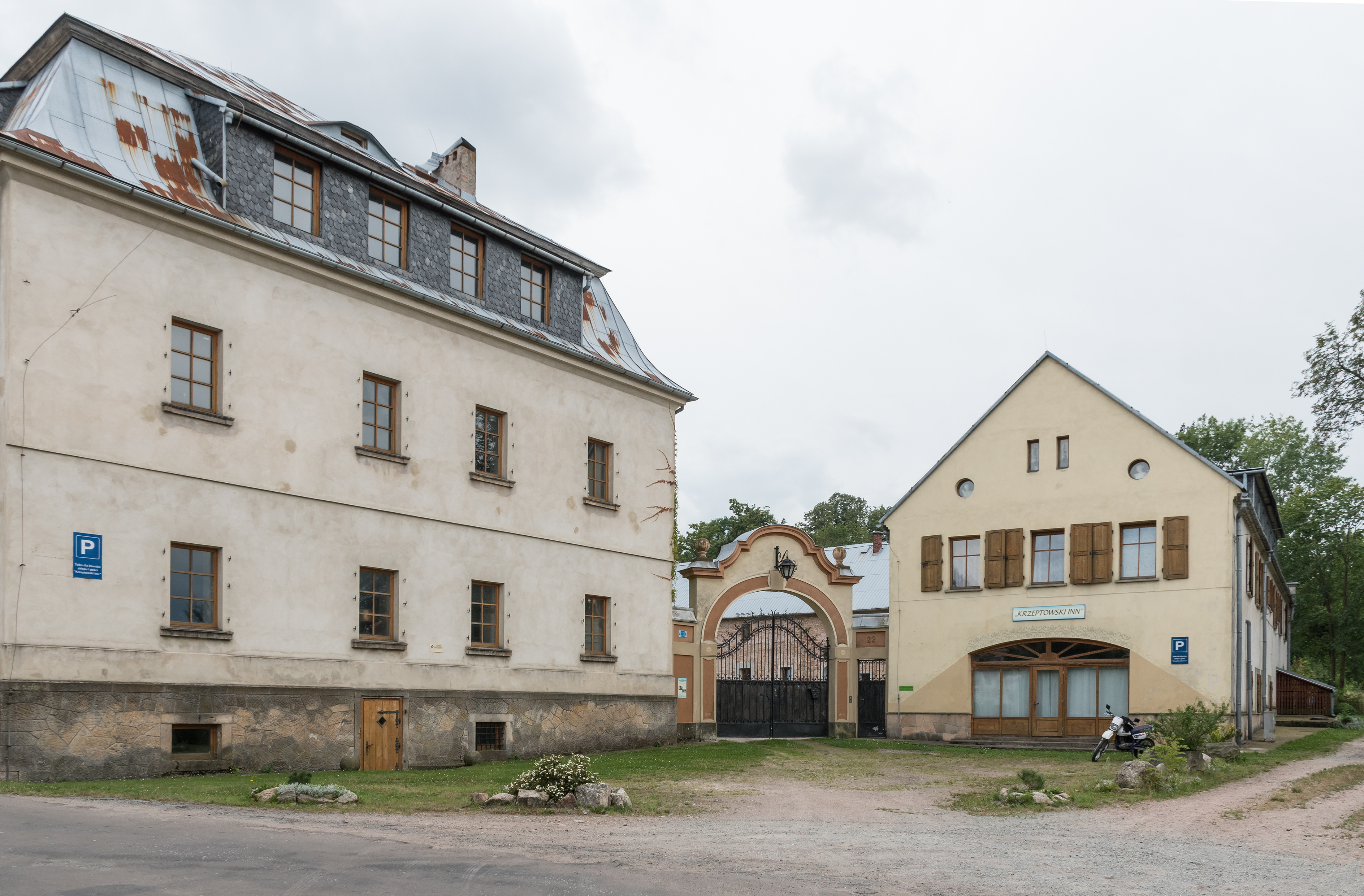
Pałac i dawna oficyna
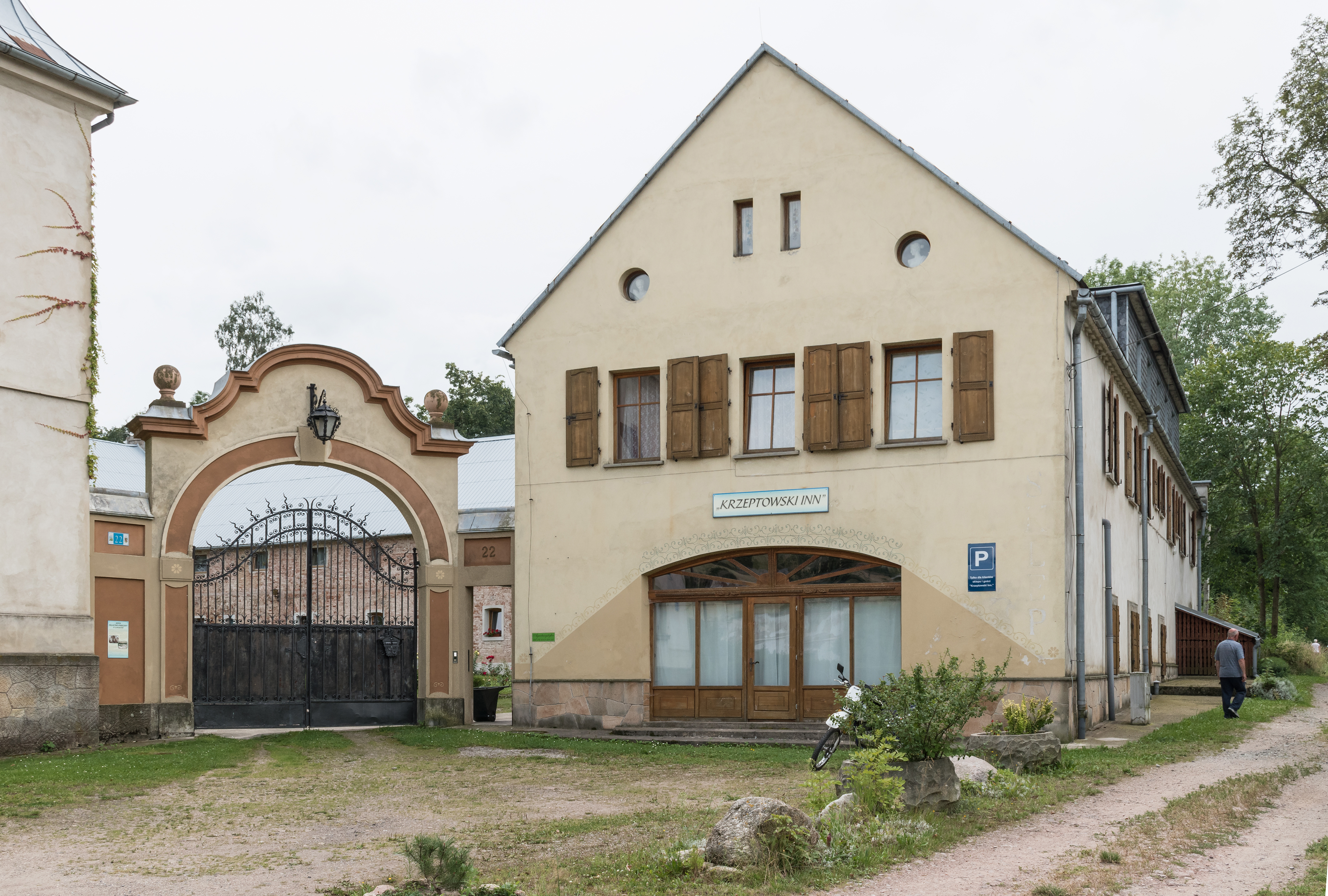
Brama i dawna oficyna
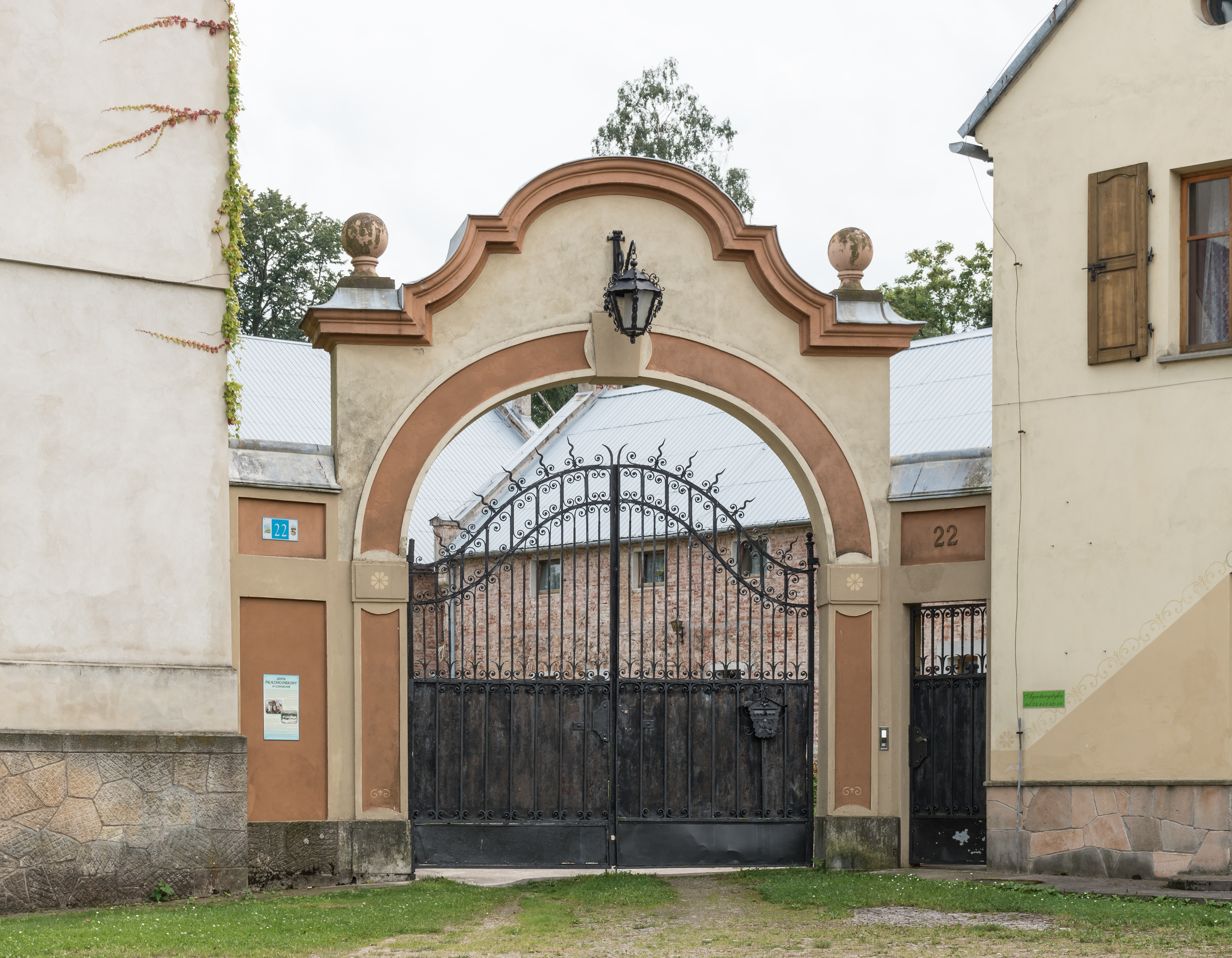
Brama